# Grigorowitsch TB-5
Grigorowitsch TB-5 (russisch Григорович ТБ-5) ist die Bezeichnung eines sowjetischen viermotorigen Bombers aus dem Jahre 1931. Zugunsten der wesentlich moderneren TB-3 wurde sie nicht in die Serienfertigung überführt. Es existierte nur ein Prototyp. Das Kürzel „TB“ steht für Tjaschjoly Bombardirowschtschik (Тяжёлый бомбардировщик), schwerer Bomber.

## Entwicklung
Die Konstruktionsarbeiten begannen 1930 im Zentralen Konstruktionsbüro (ZKB) unter der Leitung von Dmitri Grigorowitsch. Die Projektbezeichnung lautete ZKB-8 (ЦКБ-8).
Das Flugzeug war als Schulterdecker konstruiert, Rumpf, Tragflächen und Leitwerk bestanden aus einem mit Stoff bespannten Metallrohrgerüst. Der Bug und das Heck bestanden aus geschweißtem Stahl, der Mittelrumpf, in dem sich der Bombenschacht befand, aus Dural. Die vier Triebwerke befanden sich in zwei Tandemgondeln rechts und links des Rumpfes und waren unter Einbeziehung der Tragflächenverstrebungen sowohl mit den Tragflügeln als auch mit dem starren Hauptfahrwerk verbunden. Als Antriebe waren die sich gerade in der Entwicklung befindlichen Motoren FED mit 24 Zylindern in X-Anordnung von A. A. Besonow vorgesehen. Es stellte sich jedoch recht schnell heraus, dass diese nicht rechtzeitig fertig sein würden und so wurden britische Jupiter VI-Sternmotoren verwendet. Das Seitenleitwerk war doppelt ausgeführt und mit einer zusätzlichen Stabilisierungsfläche („Stabiliron“) miteinander verbunden. Moderne Aspekte der Konstruktion waren das geschlossene Cockpit (die TB-3 besaß nur offene Pilotenkabinen) und der drehbare, mit zwei PW-1-Maschinengewehren ausgerüstete Bug-Abwehrstand.
Der Erstflug mit dem Testpiloten des ZKB, B. L. Bucholz, erfolgte am 1. Mai 1931. Die Erprobung ergab schlechte Flugleistungen und -eigenschaften. So wurde eine Höchstgeschwindigkeit von nur 180 km/h erreicht. Der etwa zur gleichen Zeit getestete erste Prototyp der TB-3 dagegen erzielte 226 km/h. Während eines Erprobungsfluges im Frühjahr 1932 brach die Aufhängung des hinteren linken Motors, der sich in den Verstrebungen verkeilte und Feuer fing. Dem Piloten Michail Gromow gelang es, die Katastrophe zu verhindern und das Flugzeug zu landen. Nach diesem Vorkommnis wurden die Arbeiten an der TB-5 eingestellt, zumal die Serienproduktion der TB-3 schon in Vorbereitung war.

## Technische Daten
| Kenngröße                   | Daten (Grigorowitsch TB-5)                                               |
| --------------------------- | ------------------------------------------------------------------------ |
| Hersteller                  | Zentrales Entwicklungsbüro                                               |
| Baujahre                    | 1930–1931                                                                |
| Besatzung                   | 7                                                                        |
| Länge                       | 22,10 m                                                                  |
| Spannweite                  | 31,00 m                                                                  |
| Höhe                        | 5,5 m                                                                    |
| Flügelfläche                | 150 m²                                                                   |
| Flügelstreckung             | 6,4                                                                      |
| Flächenbelastung            | 83,6 kg/m²                                                               |
| Leistungsbelastung          | 8,78 kg/kW (6,46 kg/PS)                                                  |
| Leermasse                   | 7.483 kg                                                                 |
| Nutzlast                    | 5.052 kg                                                                 |
| Startmasse                  | 12.535 kg                                                                |
| Verhältnis Nutz-/Startmasse | 40,3 %                                                                   |
| Antrieb                     | vier luftgekühlte Sternmotoren Gnôme-Rhône Jupiter VI                    |
| Leistung                    | 357 kW (485 PS) Startleistung 331 kW (450 PS) Nennleistung               |
| Höchstgeschwindigkeit       | 180 km/h in Bodennähe                                                    |
| Steigzeit                   | 2,0 min auf 5.000 m Höhe                                                 |
| Dienstgipfelhöhe            | 2.600 m                                                                  |
| Reichweite                  | k. A.                                                                    |
| Bewaffnung                  | acht 7,62-mm-MG PW-1 paarweise in vier Waffenständen 2.500 kg Bombenlast |